# Miguel Gonçalves de Siqueira
Miguel Gonçalves de Siqueira, filho de Manuel Afonso Gaia e Maria Gonçalves Figueira, e irmão de Manuel Afonso de Siqueira e de Antônio Gonçalves Figueira, foi, como eles, grande sertanista. Silva Leme descreve sua família no volume VIII, página 411. 
Era batizado em Santos em 1672, obtendo mais tarde patente de capitão-mor do sertão e Ribeira do rio Verde da qual nunca usou. Foi intendente comissário do sertão do distrito do Serro Frio, em Minas Gerais, enquanto durou seu cargo,  fazendo cobranças com zelo, honrosa atestação lhe deu Gomes Freire de Andrada. No tempo do levante dos emboabas, em sua opulenta lavra do Ouro Bueno, deixou-a, perdendo o que tinha, para não se declarar parcial de um dos bandos.